# Каральйо
Каральйо (італ. Caraglio, п'єм. Caraj) — муніципалітет в Італії, у регіоні П'ємонт,  провінція Кунео.
Каральйо розташоване на відстані близько 500 км на північний захід від Рима, 80 км на південь від Турина, 10 км на захід від Кунео.
Населення — 6818 осіб (2014).
Щорічний фестиваль відбувається 15 серпня. Покровителька — Богородиця Небовзята.

## Демографія
Населення за роками:

Станом на 1 січня 2023 року в муніципалітеті офіційно проживали 694 іноземці з 46 країн, серед них 171 громадянин країн Євросоюзу та 2 громадяни України.

## Сусідні муніципалітети
- Бернеццо
- Буска
- Черваска
- Кунео
- Дронеро
- Монтемале-ді-Кунео
- Вальграна